# Perth Airport
Perth Airport (IATA: PER) is een internationaal vliegveld dat de Australische stad Perth bedient en 12 kilometer ten oosten van Perth gelegen is. Het vliegveld heeft twee start- en landingsbanen en vier terminals. Het is de op drie na drukste luchthaven van Australië. In 2023 deden 14.176.390 passagiers de luchthaven aan.
Voor zes luchtvaartmaatschappijen geldt Perth Airport als hub, te weten Qantas, Alliance Airlines, Cobham, Network Aviation, Skippers Aviation en Virgin Australia Regional Airlines.

## Geschiedenis
De eerste permanente luchthaven van Perth was de Maylands Aerodrome. Van de jaren 1920 tot de jaren 1940 was het Perths belangrijkste luchthaven. Reeds eind jaren 1930 werd echter duidelijk dat de luchthaven te klein werd.
Tijdens de Tweede Wereldoorlog, meer bepaald in 1942, begon de Royal Australian Air Force de Dunreath-golfbaan in Guildford als basis te gebruiken. In 1943 werd er een eerste startbaan aangelegd en in 1944 een tweede. Dat jaar kregen de luchtvaartmaatschappijen 'Australian National Airways' en 'Qantas' van de overheid de toestemming de Guildford Aerodrome te gebruiken. Maylands was namelijk te klein geworden voor de steeds groter wordende commerciële vliegtuigen.
In september 1952 werd de Guildford Aerodrome officieel tot Perth Airport hernoemd. Een half jaar later, in maart 1953, opende een uit gerecycleerd oorlogsmateriaal gebouwde internationale terminal. Door de introductie van het straalvliegtuig, met name de Boeing 707, steeg het passagiersaantal en acht jaar later werd de terminal alweer afgebroken. Perth Airport kreeg in 1962 een nieuwe terminal, dienend voor zowel binnenlands als internationaal luchtverkeer.
De introducties van de Boeing 727 voor binnenlands verkeer in 1964 en de Boeing 747 voor internationaal verkeer begin jaren 1970 luidden het startschot van het massatoerisme in. De faciliteiten van Perth Airport waren al gauw weer te klein. In 1980 werd de bouw van een nieuwe internationale terminal aangekondigd. Premier Bob Hawke opende op 25 oktober 1986 de nieuwe internationale terminal (T1) en een nieuwe verkeerstoren. In 1988 werd de 'Federal Airports Corporation' opgericht om de grote Australische luchthavens te besturen. Qantas en Ansett bouwden beide vervolgens nieuwe terminals (T3 & T4).
In juli 1997 kreeg 'Perth Airport Pty Ltd' voor 99 jaar erfpacht over de luchthaven en het 21 vierkante kilometer grote luchthavendomein. Dit maakte onderdeel uit van de eerste fase van de privatisering van de Australische luchthavens.
Op 28 februari 2013 werd een nieuwe terminal (T2) voor binnenlandse vluchten geopend. Twee jaar later, op 22 november 2015, opende een nieuwe vleugel voor binnenlandse vluchten op de internationale terminal (T1). De terminals T3/T4 werden in 2016/17 opgewaardeerd waardoor Qantas er sinds maart 2018 internationale vluchten verzorgt.
In 2024 kondigde Qantas aan terminals T3 en T4 nogmaals op te waarderen en te beginnen met de bouw van een nieuwe terminal die tegen 2031 af zou moeten zijn. In de overeenkomst tussen de luchthaven en Qantas wordt ook een derde landingsbaan aangekondigd tegen 2028.

## Terminals en diensten

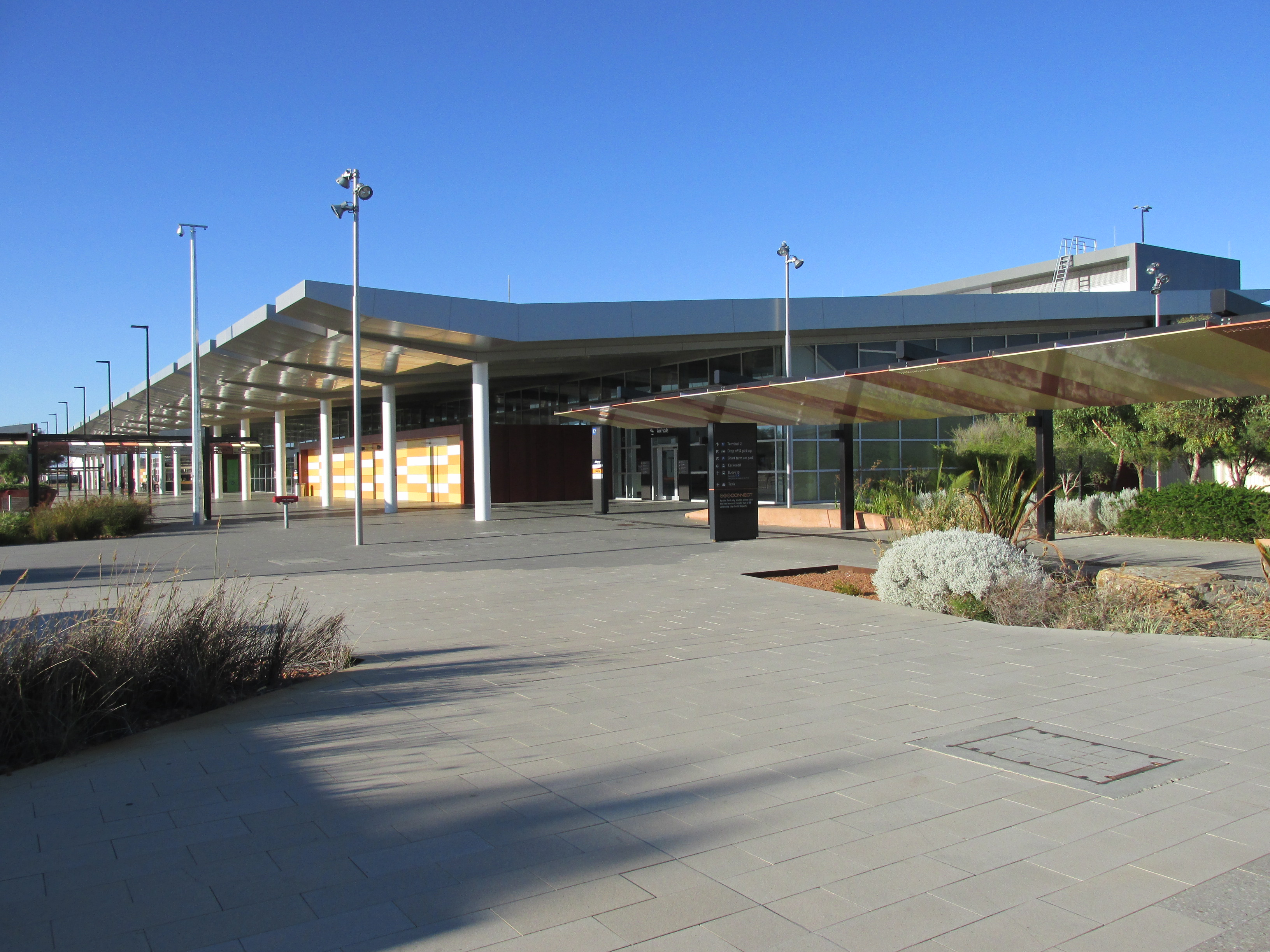
T2 in 2017

Perth Airport bestaat uit twee gebieden (Engels: precincts) met telkens twee terminals:
- Terminal 1 (T1) International: internationale vluchten[noot 1]
- Terminal 1 (T1) Domestic: Virgin Australia (binnenlands en regionaal)[noot 2]
- Terminal 2 (T2): Alliance Airlines, Virgin Australia, Regional Express Airlines (binnenlands en regionaal) en Jetstar (binnenlands en regionaal)[7]
- Terminal 3/4 (T3 & T4): Qantas (internationaal, binnenlands en regionaal)

Het 'Airport North Precinct' wordt door de algemene luchtvaart gebruikt.
De luchthaven heeft 2 startbanen, 117 parkeerplaatsen voor vliegtuigen en 26.000 parkeerplaatsen voor auto's. Een dertigtal luchtvaartmaatschappijen verzorgt vluchten naar meer dan vijftig bestemmingen.

## Transport
Transperth verzorgt een busdienst tussen de luchthaven, het centrum van Perth en andere lokale centra. Busroute 380 rijdt tussen het 'Elizabeth Quay Bus Station' en T1/T2, en busroute 40 tussen het 'Elizabeth Quay Bus Station' en T3/T4.
Op het luchthavendomein ligt 34 kilometer weg. Er zijn 26.000 parkeerplaatsen voor auto's. De langetermijnparkeerplaatsen worden door middel van Connect-busjes met de terminals verbonden. Tussen de terminals rijden taxi- en carpoolvoertuigen.
Sinds 10 oktober 2022 is de luchthaven vanuit het centrum van Perth bereikbaar door middel van een voorstadspoorweg, de Airport Line, die door een 8,5 kilometer lange tunnel onder de rivier Swan gaat. Het station ligt nabij terminals 1 en 2, een kwartiertje met een pendelbus van terminal 3.

## Statistieken

### Reizigers

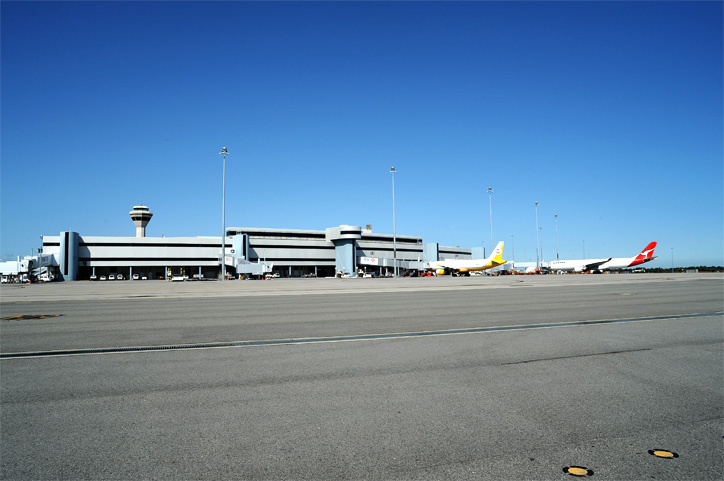
Internationale terminal T1 in 2010

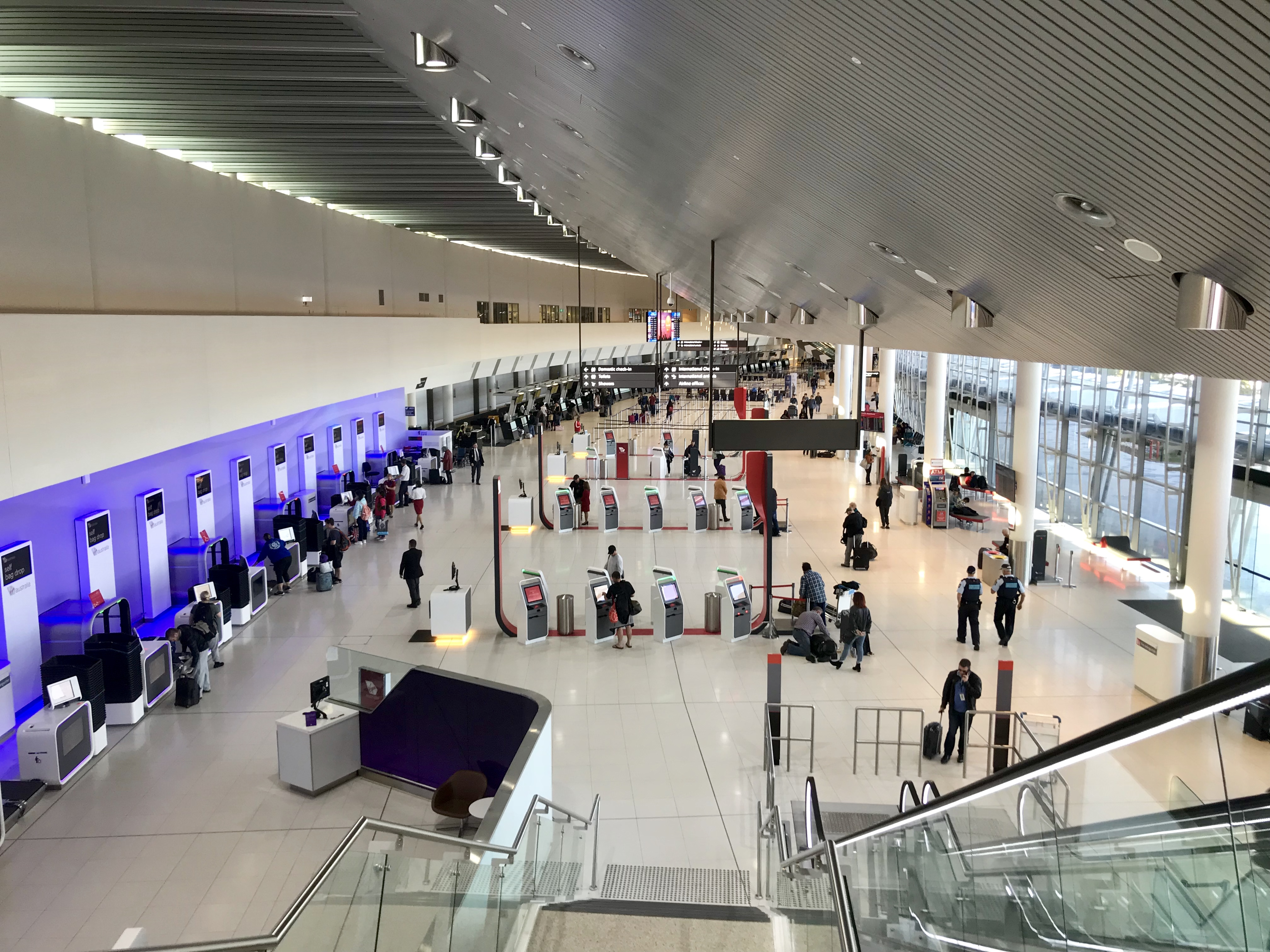
Internationale terminal T1 in 2018

| Jaar    | Binnenlands | Internationaal | Totaal     | Verandering |
| ------- | ----------- | -------------- | ---------- | ----------- |
| 1998–99 | 3.222.957   | 1.453.914      | 4.676.871  |             |
| 1999–00 | 3.374.136   | 1.516.842      | 4.890.978  | 4,6%        |
| 2000–01 | 3.554.930   | 1.607.385      | 5.162.315  | 5,6%        |
| 2001–02 | 3.168.747   | 1.597.721      | 4.766.468  | 7,7%        |
| 2002–03 | 3.615.822   | 1.573.543      | 5.189.365  | 8,9%        |
| 2003–04 | 4.154.561   | 1.734.238      | 5.888.799  | 13,5%       |
| 2004–05 | 4.579.101   | 1.945.686      | 6.524.787  | 10,9%       |
| 2005–06 | 5.025.504   | 1.979.750      | 7.005.254  | 7,4%        |
| 2006–07 | 5.785.370   | 2.191.721      | 7.977.091  | 13,9%       |
| 2007–08 | 6.474.249   | 2.477.820      | 8.952.069  | 12,2%       |
| 2008–09 | 6.759.279   | 2.599.969      | 9.359.248  | 4,5%        |
| 2009–10 | 7.010.711   | 2.981.877      | 9.992.588  | 6,8%        |
| 2010–11 | 7.644.447   | 3.245.081      | 10.889.528 | 9%          |
| 2011–12 | 9.140.418   | 3.492.160      | 12.632.578 | 16%         |
| 2012–13 | 9.990.727   | 3.763.677      | 13.664.394 | 8,1%        |
| 2013–14 | 9.843.341   | 4.118.239      | 13.961.580 | 2,2%        |
| 2014–15 | 9.790.464   | 4.193.740      | 13.984.204 | 0,2%        |
| 2015–16 | 9.506.043   | 4.253.127      | 13.759.170 | 1,6%        |
| 2016–17 | 9.216.600   | 4.405.171      | 13.621.771 | 1%          |
| 2017–18 | 9.327.038   | 4.364.573      | 13.691.611 | 0,5%        |
| 2018–19 | 9.531.355   | 4.371.351      | 13.902.706 | 1,54%       |
| 2019–20 | 8.398.421   | 3.293.036      | 11.691.457 | Gedaald     |
| 2020–21 | 5.778.962   | 110.963        | 5.889.925  | Gedaald     |
| 2021–22 | 6.845.675   | 502.032        | 7.347.707  | Gestegen    |
| 2022-23 | 10.893.967  | 3.282.423      | 14.176.390 | Gestegen    |
| 2023-24 | 11.763.168  | 4.346.344      | 16.109.512 | Gestegen    |
| 2024-25 | 12.341.942  | 5.140.035      | 17.481.977 | Gestegen    |

### Bestemmingen

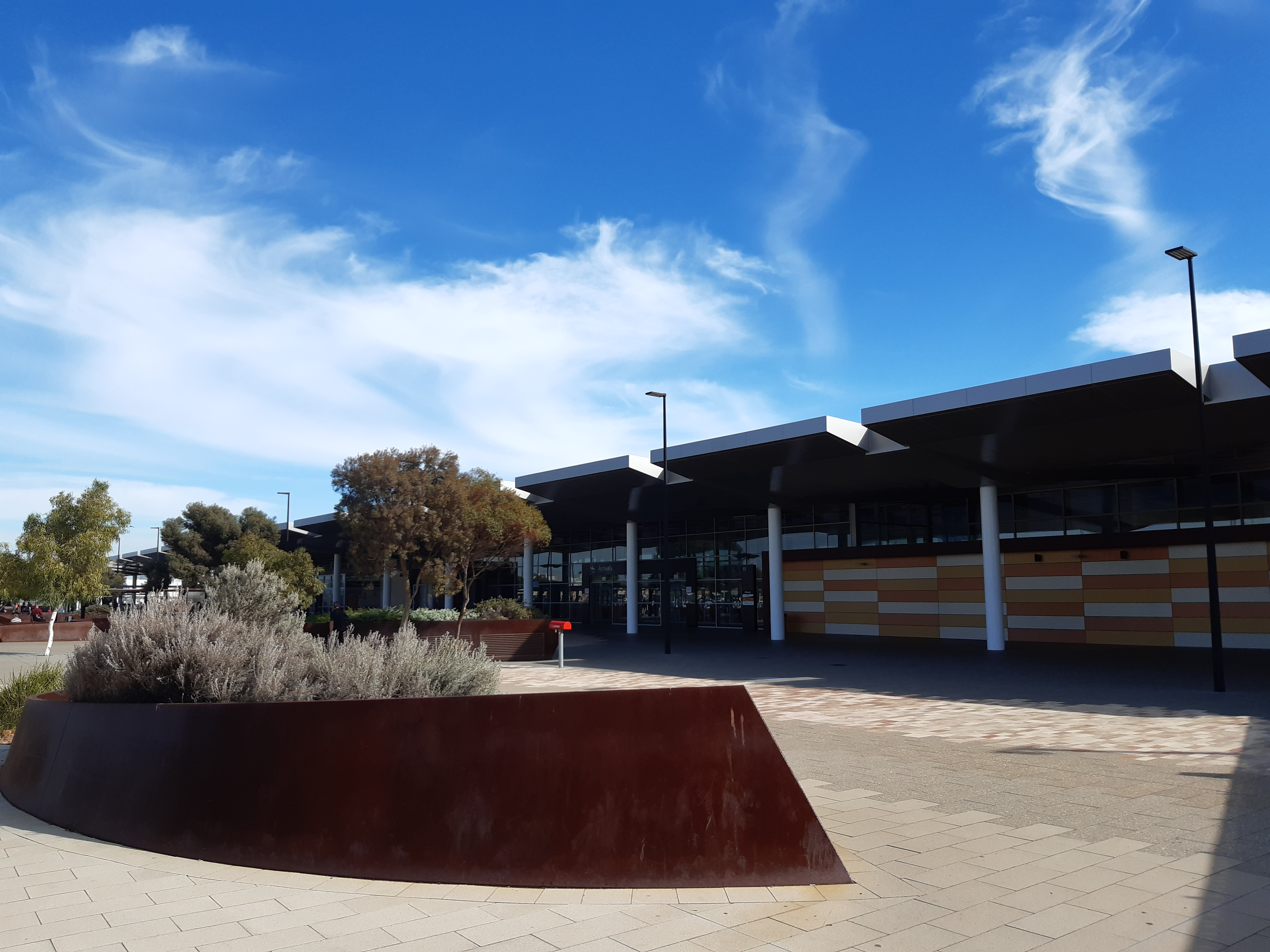
T2 in 2020

Internationale bestemmingen 2014

| Rank | Luchthaven   | Reizigers |
| ---- | ------------ | --------- |
| 1    | Melbourne    | 2.030.600 |
| 2    | Sydney       | 1.639.400 |
| 3    | Brisbane     | 1.090.900 |
| 4    | Adelaide     | 697.800   |
| 5    | Karratha     | 608.600   |
| 6    | Port Hedland | 475.300   |
| 7    | Newman       | 396.700   |
| 8    | Kalgoorlie   | 366.900   |
| 9    | Broome       | 355.100   |
| 10   | Darwin       | 182.500   |
| 11   | Geraldton    | 113.300   |

| Rank | Luchthaven   | Reizigers |
| ---- | ------------ | --------- |
| 1    | Singapore    | 1.331.516 |
| 2    | Denpasar     | 947.382   |
| 3    | Kuala Lumpur | 615.027   |
| 4    | Doha         | 319.987   |
| 5    | Dubai        | 296.036   |
| 6    | Auckland     | 217.024   |
| 7    | Hong Kong    | 131.562   |
| 8    | Londen       | 123.968   |
| 9    | Jakarta      | 105.254   |
| 10   | Mauritius    | 62.742    |

## Projecten
- Perth Airport plant een nieuwe 3.000 meter lange startbaan ten oosten van T1.[15]
- Quantas krijgt volgens het masterplan 2020 een nieuwe terminal ter vervanging van de verouderde T3/T4.[16]